# Condé Nast
Condé Nast Inc. (estilizado como CONDÉ NAST) é um dos maiores grupos internacionais de edições de revistas. A sede do grupo está situada em Nova Iorque no edifício Condé Nast Building.

## História
Fundada em 1909 por Condé Montrose Nast, com a publicação de sua primeira revista, Vogue, dedicada à moda, a empresa foi a criadora da estratégia de marketing, hoje universalizada, de lançar publicações dedicadas a assuntos específicos como moda, culinária, decoração, arquitetura e golfe.
Tem uma circulação total estimada em cerca de 13 milhões de exemplares diversos ao mês, com um universo de leitores cinco vezes superior a esse número, para 17 títulos de revistas.
Sua sede fica em Nova Iorque. Suas subsidiárias e escritórios estão espalhados em grandes metrópoles  como Sydney, Paris, Milão, São Paulo e outras.
No Brasil, as revistas  Condé Nast são publicadas pela Editora Globo em uma sociedade joint venture: a Globo Condé Nast.

## Publicações

### Impresso
- Vogue
- W
- Glamour
- GQ
- Vanity Fair
- The New Yorker
- Wired
- Bon Appétit (revista)
- Architectural Digest
- Condé Nast Traveller
- Brides
- Allure
- Golf Digest

### Digital
- Ars Technica
- Backchannel
- Epicurious
- Pitchfork
- Teen Vogue
- The Scene
- Self
- Golf World

### Publicações extintas
- Cargo
- Condé Nast Portfolio
- Cookie
- Domino
- Elegant Bride
- Golf for Women
- Gourmet
- House and Garden
- Jane
- Mademoiselle
- Men's Vogue
- Modern Bride
- Vitals Men
- Vitals Women
- Vogue Living
- Women's Sports and Fitness
- YM